# Issaka Hassane
Issaka Hassane, född 3 januari 1959, är en friidrottare från Tchad. Han deltog vid olympiska sommarspelen 1984.